# Турбиниды
Турбиниды, или турбы, или тюрбаны (лат. Turbinidae), — семейство морских брюхоногих моллюсков.

## Описание
Большинство видов семейства достигают крупных размеров, некоторые — длины раковины до 25 см и массы до 2 кг. Раковина спиральная, толстостенная. Устье раковины обычно широкое, прикрыто известковой массивной крышечкой. Внутренняя поверхность раковины у многих родов покрыта мощным перламутровым слоем хорошего качества и яркого блеска. Из-за этого моллюсков вылавливают для изготовления украшений и сувениров.
Моллюски обитают на мелководье — на скалах и мягких грунтах. Питаются водорослями и детритом.

## Систематика

### Систематика 2005
Систематика (Bouchet & Rocroi, 2005).
Семейство включает следующие подсемейства:
- Turbininae Rafinesque, 1815 — синонимы: Senectinae Swainson, 1840; Imperatorinae Gray, 1847; Astraliinae H. Adams & A. Adams, 1854; Astraeinae Davies, 1935; Bolmidae Delpey, 1941
- Angariinae Gray, 1857 — синонимы: Delphinulinae Stoliczka, 1868
- Colloniinae Cossmann, 1917
  - триба Colloniini Cossmann, 1917 — синоним: Bothropomatinae Thiele, 1924 (inv.); Homalopomatinae Keen, 1960; Petropomatinae Cox, 1960
  - † триба Adeorbisinini Monari, Conti & szabo, 1995
  - † триба Crossostomatini Cox, 1960
  - † триба Helicocryptini Cox, 1960
- Moellerinae Hickman & McLean, 1990
- † Moreanellinae J. C. Fischer & Weber, 1997
- Prisogasterinae Hickman & McLean, 1990 — синоним: «Prisogastrinae» у Bouchet & Rocroi (2005)[5]
- Skeneinae W. Clark, 1851 — синоним: Delphinoideinae Thiele, 1924
- Tegulinae Kuroda, Habe & Oyama, 1971

### Систематика 2008
Turbinidae перемещено в надсемейство uperfamily Trochoidea: Таксон Angariidae был повышен до ранга семейства, подсемейство Colloniinae выделено в самостоятельное семейство Colloniidae. Подсемейство Margaritinae перемещено из Turbinidae в состав семейства Trochidae.
Согласно Williams et al. (2008) семейство включает:
- Turbininae Rafinesque, 1815 — синоним: Senectinae Swainson, 1840; Imperatorinae Gray, 1847; Astraliinae H. Adams & A. Adams, 1854; Astraeinae Davies, 1935; Bolmidae Delpey, 1941
- Skeneinae W. Clark, 1851 — синоним:: Delphinoideinae Thiele, 1924 (upgraded to the rank of family Skeneidae)
- Margaritinae Thiele, 1924
  - триба Margaritini Thiele, 1924 — синоним: Margaritinae Stoliczka, 1868 (inv.)
  - триба Gazini Hickman & McLean, 1990
  - триба Kaiparathinini Marshall, 1993
- Tegulinae, Kuroda, Habe & Oyama, 1971:
- Prisogasterinae Hickman & McLean, 1990

### Роды

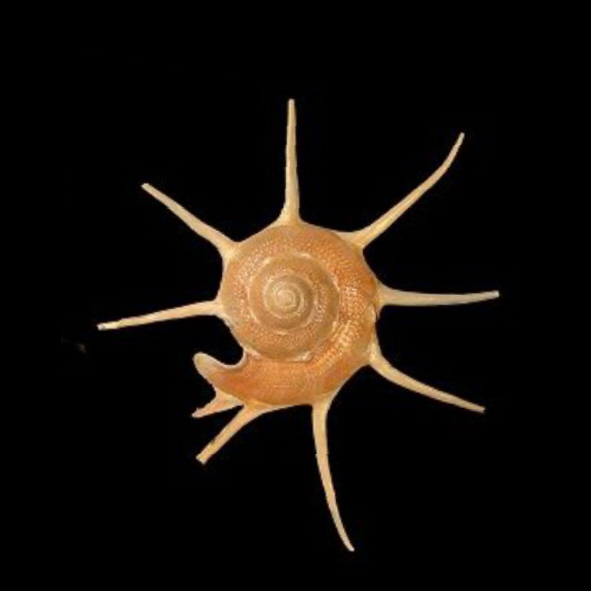
Guildfordia yoka

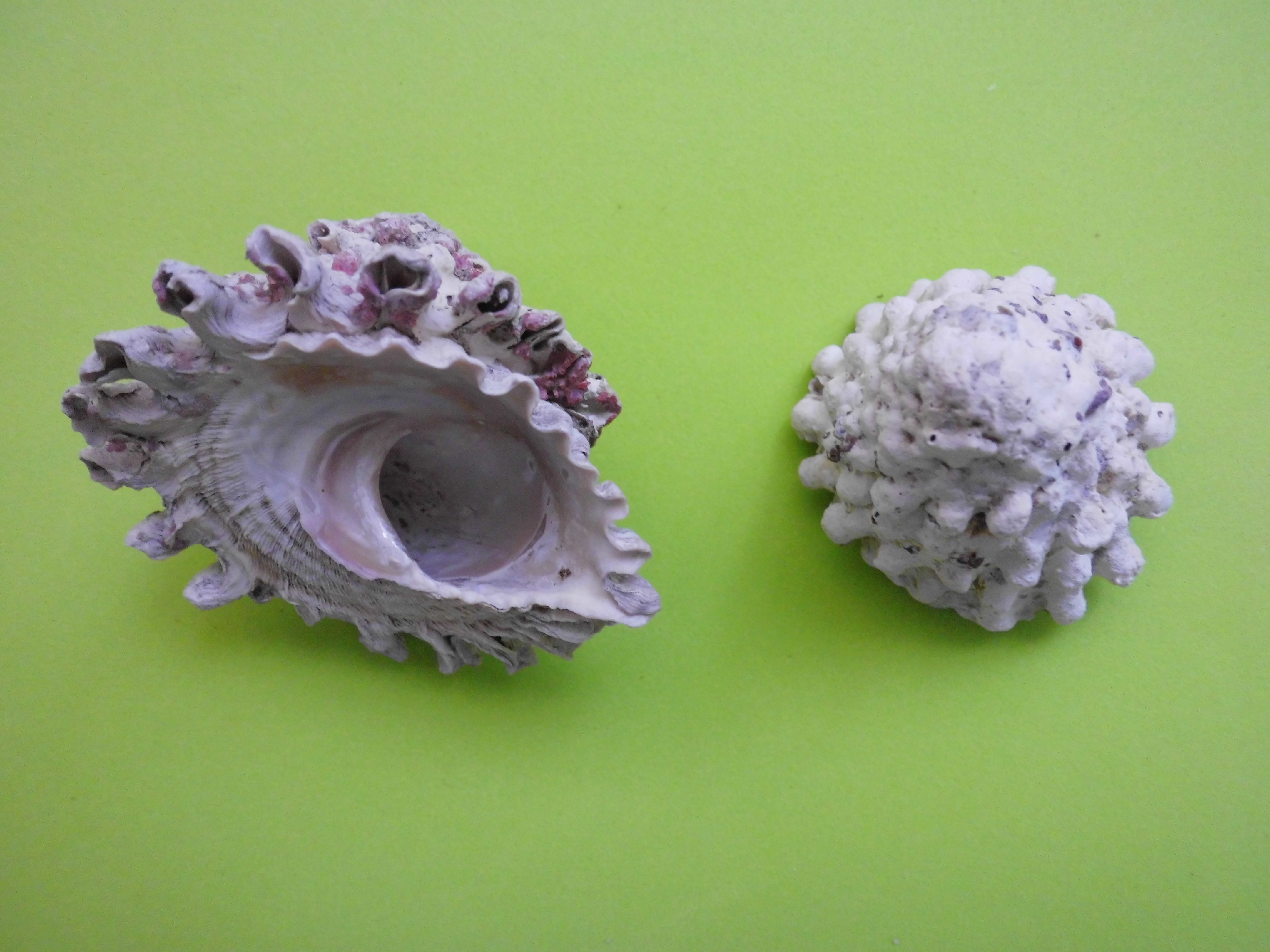
Lithopoma tectum

без подсемейства
- Phanerolepida Dall, 1907
- Tropidomarga Powell, 1951

Turbininae
- Astraea Röding, 1798
- Astralium Link, 1807
- Bellastraea Iredale, 1924
- Bolma Risso, 1826
- Cookia Lesson, 1832
- Guildfordia Gray, 1850
- Lithopoma Gray, 1850
- Lunella Röding, 1798
- Megastraea McLean, 1970[8]
- Modelia Gray, 1850
- Pomaulax Gray, 1850
- Turbo Linnaeus, 1758typus
- Uvanilla Gray, 1850
- Yaronia Mienis, 2011

Prisogasterinae Hickman & McLean, 1990
- Prisogaster Mörch, 1850[5]